# Знаки почтовой оплаты Украины (2010)
Знаки почтовой оплаты Украины (2010) — перечень (каталог) знаков почтовой оплаты (почтовых марок), введённых в обращение почтой Украины в 2010 году.
В 2010 году было выпущено 70 почтовых марок, в том числе 68 памятных (коммеморативных) почтовых марок и две стандартные марки седьмого выпуска (2007—2011) с надпечаткой нового номинала. Тематика коммеморативных марок охватывала юбилеи выдающихся деятелей культуры, памятники архитектуры Украины, знаменательные даты, виды представителей фауны и флоры и другие сюжеты. В обращение поступили марки номиналом от 1,00 до 3,30 гривны, а также с литерным индексом «V» вместо номинала.
Все почтовые марки, введённые в обращение почтой Украины в 2010 году, напечатаны государственным предприятием «Полиграфический комбинат „Украина“».

## Список коммеморативных (памятных) марок
Порядок следования элементов в таблице соответствует номеру по каталогу марок Украины на официальном сайте Укрпочты (укр. КМД УДППЗ «Укрпошта»), в скобках приведены номера по каталогу «Михель».
| № по каталогу | Изображение                                                                     | Описание и источники | Номинал                                                  | Дата выпуска          | Тираж   | Художник                    |
| --- | ------------------------------------------------------------------------------- | --- | -------------------------------------------------------- | --------------------- | ------- | --------------------------- |
| № 1026 (Mi #1068) № 1027 (Mi #1069) № 1028 (Mi #1070) № 1029 (Mi #1071) | № 1026 и № 1027 № 1028 и № 1029                                                 | Зчіпка «XXI зимові Олімпійські ігри. Ванкувер-2010»: Фрістайл; Лижні гонки; Санний спорт; Біатлон. с укр. — «Сцепка «XXI зимние Олимпийские игры. Ванкувер-2010»: - Фристайл - Лыжные гонки - Санный спорт - Биатлон». | 2,00 1,50 2,00 1,50 гривны                               | 5 февраля 2010 года   | 134 000 | Владимир Таран              |
| № 1030 (Mi #1072) № 1031 (Mi #1073) |                                                                                 | «200-річчя від дня народження Тараса Шевченка». с укр. — «200 лет со дня рождения Тараса Шевченко». | 2,00 1,50 гривны                                         | 9 марта 2010 года     | 142 000 | Владимир Таран              |
| № 1032 (Mi #1074) |                                                                                 | «Конституція Пилипа Орлика. 1710—2010». с укр. — «Конституция Филиппа Орлика 1710—2010». | 1,50 гривны                                              | 29 марта 2010 года    | 109 000 | Василий Василенко           |
| № 1033 (Mi #1075) |                                                                                 | «65-річчя Перемоги у Великій Вітчизняній війні» (на марці зображена Завалій Є. М.). с укр. — «65-летие Победы в Великой Отечественной войне (на марке изображена Завалий Е. Н.)». | 1,50 гривны                                              | 15 апреля 2010 года   | 157 000 | Наталия Андрийченко         |
| № 1034 (Mi #1076) № 1035 (Mi #1077) № 1036 (Mi #1078) № 1037 (Mi #1079) |                                                                                 | «90 років поштовим маркам Української Народної Республіки». с укр. — «90 лет почтовым маркам Украинской народной республики». | 1,50 2,00 гривны                                         | 22 апреля 2010 года   | 106 000 | Светлана Бондар             |
| № 1038 (Mi #1080) № 1039 (Mi #1081) № 1040 (Mi #1082) № 1041 (Mi #1083) |                                                                                 | «90 років поштовим маркам Української Народної Республіки». с укр. — «90 лет почтовым маркам Украинской народной республики». | 1,50 2,00 гривны                                         | 22 апреля 2010 года   | 106 000 | Светлана Бондар             |
| № 1042 (Mi #1084) № 1043 (Mi #1085) |                                                                                 | Зчіпка з двох марок Європа 2010. «Дитячі книжки»: «Кобиляча голова»; «Золотий черевичок». с укр. — «Сцепка из двух марок Европа 2010. «Детские книги»: - «Лошадиная голова»; - «Золотой башмачок»». | 2,20 3,30 гривны                                         | 30 апреля 2010 года   | 160 000 | Катерина Штанко             |
| № 1044 (Mi #1086) № 1045 (Mi #1087) |                                                                                 | Буклет з двох марок Європа 2010. «Дитячі книжки»: «Кобиляча голова»; «Золотий черевичок». с укр. — «Буклет из двух марок Европа 2010. «Детские книги»: - «Лошадиная голова»; - «Золотой башмачок»». | 2,20 3,30 гривны                                         | 30 апреля 2010 года   | 25 000  | Катерина Штанко             |
| № 1046 (Mi #1088) |                                                                                 | «Микола Пирогов. 1810—1881». с укр. — «Николай Пирогов (1810—1881)». | 1,50 гривны                                              | 2 июня 2010 года      | 195 000 | Александр Калмыков          |
| № 1047 (Mi #1089) |                                                                                 | «Кличко». с укр. — «Кличко». | 1,50 гривны                                              | 8 июня 2010 года      | 170 000 | Наталия Фандикова           |
| № 1048 (Mi #1090) |                                                                                 | «Власна марка» (Петриківський розпис) з купоном. с укр. — «Проект «Собственная марка»: «Петриковская роспись» с купоном». | V                                                        | 11 августа 2010 года  | 50 000  | Нет данных                  |
| № 1049 (Mi #1091) |                                                                                 | Серія «Локомотивобудування в Україні»: «Електровоз магістральний серії ДЕ1». с укр. — «Серия «Локомотивостроение на Украине»: - Электровоз магистральный серии ДЭ1». | 1,00 гривна                                              | 4 сентября 2010 года  | 170 000 | Валерий Руденко             |
| № 1050 (Mi #1092) |                                                                                 | Серія «Локомотивобудування в Україні»: «Електровоз серії ДС3». с укр. — «Серия „Локомотивостроение на Украине“: - Электровоз серии ДС3». | 1,50 гривны                                              | 4 сентября 2010 года  | 170 000 | Валерий Руденко             |
| № 1051 (Mi #1093) |                                                                                 | Серія «Локомотивобудування в Україні»: «Тепловоз серії ТЕП150». с укр. — «Серия „Локомотивостроение на Украине“: - Тепловоз серии ТЭП150». | 2,00 гривны                                              | 4 сентября 2010 года  | 170 000 | Валерий Руденко             |
| № 1052 (Mi #1094) |                                                                                 | Серія «Локомотивобудування в Україні»: «Тепловоз серії ТЕМ103». с укр. — «Серия „Локомотивостроение на Украине“: - Тепловоз серии ТЭМ103». | 2,00 гривны                                              | 4 сентября 2010 года  | 170 000 | Валерий Руденко             |
| № 1053 (Mi #1095) № 1054 (Mi #1096) |                                                                                 | Зчіпка з двох марок «Іоан Георг Пінзель»: Богоматір; Ангел. с укр. — «Сцепка из двух марок «Иоганн Георг Пинзель»: - Богородица; - Ангел». | 1,50 2,00 гривны                                         | 8 сентября 2010 года  | 135 000 | Василий Василенко           |
| № 1055 (Mi #1097) |                                                                                 | «Олександр Потебня. 1835—1891». с укр. — «Александр Потебня (1835—1891)». | 1,00 гривна                                              | 10 сентября 2010 года | 158 000 | Александр Калмыков          |
| № 1056 (Mi #1098) № 1057 (Mi #1099) № 1058 (Mi #1100) № 1059 (Mi #1101) № 1060 (Mi #1102) № 1061 (Mi #1103) № 1062 (Mi #1104) № 1063 (Mi #1105) № 1064 (Mi #1106) № 1065 (Mi #1107) № 1066 (Mi #1108) | № 1057 и № 1058 № 1059 и № 1060 № 1061 и № 1062 № 1063 и № 1064 № 1065 и № 1066 | «Національний технічний університет «Харківський політехнічний інститут». 125 років» (11 марок + 1 купон). Зображені вчені Харківського інституту: Кирпичов В. Л. (1845—1913); Бекетов А. М. (1862—1941); Бекетов М. М. (1827—1911); Копняєв П. П. (1867—1932); Ландау Л. Д. (1908—1968); Ляпунов О. М. (1857—1918); Мухачев П. М. (1861—1935); Орлов Є. І. (1865—1944); Пильчиков М. Д. (1857—1908); Стеклов В. А. (1863—1926); Хрущов В. М. (1882—1941). с укр. — «Национальный технический университет «Харьковский политехнический институт». 125 лет (11 марок + 1 купон). На марках изображены учёные Харьковского института: - Кирпичёв В. Л. (1845—1913); - Бекетов А. Н. (1862—1941); - Бекетов Н. Н. (1827—1911); - Копняев П. П. (1867—1932); - Ландау, Л. Д. (1908—1968); - Ляпунов А. М. (1857—1918); - Мухачев П. М. (1861—1935); - Орлов Е. И. (1865—1944); - Пильчиков Н. Д. (1857—1908); - Стеклов В. А. (1863—1926); - Хрущёв В. М. (1882—1941)». | 2,00 1,50 2,00 1,50 2,00 1,50 2,00 1,50 2,00 1,50 гривны | 16 сентября 2010 года | 140 000 | Ирина Музыченко Инна Шептун |
| № 1069 (Mi #1111) № 1070 (Mi #1112) № 1071 (Mi #1113) № 1072 (Mi #1114) № 1073 (Mi #1115) № 1074 (Mi #1116)                                                                                           | № 1069 и № 1070 № 1071 и № 1072 № 1073 и № 1074                                 | «Маяки України»: Санжійський маяк; Тендрівський маяк; Тарханкутський маяк; Павловський маяк передній; Іллічівський маяк; Херсонеський маяк. с укр. — ««Маяки Украины»: - Санжинский маяк; - Тендровский маяк; - Тарханкутский маяк; - Павловский маяк (передний); - Ильичевский маяк; - Херсонесский маяк». | 2,00 1,50 2,00 1,50 2,00 1,50 гривны                     | 8 октября 2010 года   | 115 000 | Надежда Руда                |
| № 1075 (Mi #1117) № 1076 (Mi #1118) |                                                                                 | Зчіпка «Провідники козацьких повстань»: Криштоф Косинський, Богдан Микошинський. с укр. — «Сцепка «Предводители казацких восстаний»: - Криштоф Косинский; - Богдан Макошинский». | 1,50 2,00 гривны                                         | 15 октября 2010 года  | 130 000 | Василий Василенко           |
| № 1077 (Mi #1119) № 1078 (Mi #1120) № 1079 (Mi #1121) № 1080 (Mi #1122) |                                                                                 | Серія «Історія війська в Україні»: «Задунайська січ»; «Українські козацькі полки 1812 року»; «Оборона Севастополя»; «Наказний Отаман Яків Кухаренко». с укр. — «Сцепка из серии «История войска Украины»: - Задунайская сечь; - Украинские казацкие полки 1812 года; - Оборона Севастополя; - Наказной атаман Яков Кухаренко». | 1,50 2,00 гривны                                         | 29 октября 2010 года  | 145 000 | Юрий Логвин                 |
| № 1081 (Mi #1123) |                                                                                 | «Наказний гетьман України. Павло Полуботок. 1660—1724». с укр. — «Наказной гетман Павел Полуботок (1660—1724)». | 1,50 гривны                                              | 29 октября 2010 года  | 180 000 | Владимир Таран              |
| № 1082 (Mi #1124) № 1083 (Mi #1125) № 1084 (Mi #1126) № 1085 (Mi #1127) |                                                                                 | «Київський метрополітен. 50 років»: Станція метро «Лук'янівська»; Станція метро «Дорогожичі»; Будівництво метро; Сучасний поїзд метро. с укр. — «Киевский метрополитен 50 лет: - Станция метро «Лукьяновская»; - Станция метро «Дорогожичи»; - Строительство метро; - Современный поезд метро». | 2,00 1,50 2,00 1,50 гривны                               | 3 ноября 2010 года    | 140 000 | Василий Василенко           |
| № 1086 (Mi #1128) |                                                                                 | «Виноробство в Україні. Каберне Совіньйон» (в оформленні — Трубецькой). с укр. — «Виноделие на Украине. Каберне Совиньон (в оформлении — Трубецкого)». | 1,50 гривны                                              | 17 декабря 2010 года  | 170 000 | Наталия Фандикова           |
| № 1087 (Mi #1129) № 1088 (Mi #1130) № 1089 (Mi #1131) № 1090 (Mi #1132) |                                                                                 | «Національний природний парк „Святі гори“» з чотирьох марок: Поліксена (Zerynthia polyxena); Синьошийка (Luscinia svecica); Річкова видра (Lutra lutra); Болотна черепаха (Emys orbicularis). с укр. — «Национальный природный парк «Святые горы» из четырёх марок: - Поликсена (Zerynthia polyxena); - Варакушка (Luscinia svecica); - Речная выдра (Lutra lutra); - Болотная черепаха (Emys orbicularis)». | 1,00 1,50 2,00 гривны                                    | 28 декабря 2010 года  | 80 000  | Наталия Кохаль              |
| № 1091 (Mi #1133) № 1092 (Mi #1134) № 1093 (Mi #1135) № 1094 (Mi #1136) № 1095 (Mi #1137) № 1096 (Mi #1138)                                                                                           |                                                                                 | «Мінерали України» з шести марок: «Сингеніт»; «Родоніт»; «Лабрадор»; «Агат»; «Бурштин»; «Карпатит». с укр. — «Блок «Минералы Украины» из шести марок: - Сингенит; - Родонит; - Лабрадорит; - Агат; - Бурштин; - Карпатит». | 2,00 1,50 2,00 1,50 2,00 1,50 гривны                     | 31 декабря 2010 года  | 100 000 | Лариса Мельник              |
| № 1097 (Mi #1139) |                                                                                 | «60 років з дня підписання Конвенції про захист прав людини і основоположних свобод 1950 року». с укр. — «60 лет со дня подписания Конвенции о защите прав человека и основных свобод 1950 года». | 1,50 гривны                                              | 31 декабря 2010 года  | 120 000 | Василий Василенко           |

## Седьмой выпуск стандартных марок (2007—2011)
В 2010 году было выпущено в обращение две марки седьмой серии стандартных марок независимой Украины (2007—2011) с надпечаткой нового номинала 1,50 и 2,00 гривны.
Порядок следования элементов в таблице соответствует номеру по каталогу марок Украины на официальном сайте Укрпочты (укр. КМД УДППЗ «Укрпошта»), в скобках приведены номера по каталогу «Михель».
| № по каталогу     | Изображение | Описание и источники | Номинал     | Дата выпуска        | Тираж    | Художник        |
| ----------------- | ----------- | --- | ----------- | ------------------- | -------- | --------------- |
| № 1067 (Mi #1109) |             | «Горшки-двійнята», з наддруком нового номіналу «2,00». с укр. — «Горшочки-двойняшки с надпечаткой нового номинала „2,00“». | 2,00 гривны | 6 октября 2010 года | массовый | Катерина Штанко |
| № 1068 (Mi #1110) |             | «Коник», з наддруком нового номіналу «1,50». с укр. — «Лошадка с надпечаткой нового номинала „1,50“».                      | 1,50 гривны | 6 октября 2010 года | массовый | Катерина Штанко |

## Комментарии
1. ↑  Коммеморативные марки — обобщённое название специальных художественных (памятных, юбилейных и других) почтовых марок. Для упрощения терминологии в случаях, когда требуется лишь подчеркнуть, что данная марка не является общеупотребляемой (то есть стандартной), под термином «коммеморативная марка» подразумевают, кроме перечисленных выше, также тематические (рисунки которых, посвящены определённой теме коллекционирования) марки. Также все упомянутые марки, объединённые термином «коммеморативная», имеют общую черту: как правило, такие марки изготовляются на высоком полиграфическом уровне[5].
2. ↑  Ниже приведён перечень памятных художественных марок (с возможностью сортировки по номиналу, тиражу и дате введения в обращение).
3. ↑  В марочном листе 10 марок + 2 купона[23].
4. ↑  Литерный номинал «V» соответствует тарифу на пересылку неприоритетного простого почтового отправления, массой до 20 грамм в пределах Украины[9]. Литерный номинал «V» эквивалентен 4,00 грн (курсовая стоимость марки приведена по данным Укрпочты на 27 октября 2017 года)[10].
5. ↑  Автор не указан в АИ.
6. 1 2 3 4  В каждом марочном листе 11 марок и один купон.
7. ↑  Ниже приведён перечень стандартных марок (с возможностью сортировки по номиналу, тиражу и дате введения в обращение).